# Ricardo Canales
Ricardo Canales (* 30. Mai 1982 in La Ceiba, Honduras) ist ein honduranischer Fußballtorhüter. Der Nationalspieler steht bei CD Motagua unter Vertrag.

## Karriere
Ricardo Canales Karriere begann bei CD Victoria, wo er fünf Jahre lang unter Vertrag stand und dermaßen überzeugende Leistungen ablieferte, dass CD Motagua, einer der großen Klubs in der honduranischen Liga, auf ihn aufmerksam wurde. Seit seinem Wechsel im Jahr 2006 hütet Canales als unbestrittene Nummer eins das Tor von Motagua.
In der Nationalmannschaft war Ricardo Canales stets die dritte Wahl. Sein erstes Länderspiel bestritt er am 28. Juni 2009 gegen Panama. Bei der Fußball-Weltmeisterschaft 2010 in Südafrika stand er im honduranischen Kader, kam jedoch erwartungsgemäß zu keinem Einsatz.